# ويلسون ميلز
ويلسون ميلز هو فلاح وسياسي كندي، ولد في 10 يناير 1882 في سينترال إلجين في كندا، وتوفي في 27 مارس 1955. حزبياً، نشط في الحزب الليبرالي الكندي. وقد انتخب عضو مجلس العموم الكندي.